# 服部正成
服部 正成（はっとり まさなり／まさしげ）は戦国時代から安土桃山時代にかけての三河の武将。通称は半蔵（はんぞう）で、服部半蔵の名でよく知られている。
松平氏（徳川氏）の譜代家臣で徳川十六神将、鬼半蔵の異名を取る（なお、同じ十六神将に「槍半蔵」と呼ばれた渡辺守綱がいる）。実戦では、家康より預けられた伊賀衆(伊賀同心組)と甲賀衆を指揮していた。
父の保長は伊賀国の土豪で、北部を領する千賀地氏の一門の長であった。当時の伊賀には服部氏族の「千賀地」「百地」「藤林」の三家があったが、狭い土地において生活が逼迫したため、保長は旧姓の服部に復して上洛。室町幕府12代将軍・足利義晴に仕える事となる。その時、松平清康が三河国を平定し将軍に謁見するべく上洛した折り、保長と面会して大いに気に入り、その縁で松平氏に仕えることになったという。
伊賀国予野の千賀地氏を正成の一族とするのは誤りで、阿拝郡荒木の服部半三正種の子とするのが正しいとする説がある。また、保長を服部民部の子「守佐」であると記し、名を「石見守半蔵正種、浄閑入道保長、法名道可」とする史料も存在する。千賀地氏城の伝承においては、上記とは逆に将軍に仕えていた保長が伊賀に戻り、千賀地氏を名乗ったとされ、その子である正成と徳川家康の接点が無い。三河へ移った後の保長の記録は少なく墓所などは現在も判明していないが、大樹寺に縁があったとされ、同寺過去帳には息子である久太夫の名がみられると共に、家伝においても正成は幼少期を大樹寺で暮らしたと記されている。
正成は父の跡目として服部家の家督を継ぎ、徳川家康に仕えて遠江掛川城攻略、姉川の戦い、三方ヶ原の戦いなどで戦功を重ねた。
一般的に「伊賀忍者の頭領」の印象が強い正成であるが、彼自身は徳川家の旗本先手武将の一人であり、伊賀国の忍者の頭領ではない。
徳川配下の将として名を現した後の働きも忍者のそれとは異なり、槍や体術を駆使し一番乗り・一番槍などを重要視した武功第一のものが多い。しかし、いくつかの合戦において伊賀者や甲賀者と行動を共にするほか指揮官として忍びを放ち探査や工作をさせた記録も残るため、正成の生涯の多くに伊賀・甲賀出身者や忍びの者達が関わっていたであろう事が推察される。

## 生涯
天文11年（1542年）、服部保長の五男あるいは六男として三河国伊賀（現愛知県岡崎市伊賀町）に生まれた。出生地は伊賀八幡宮の北隣、明願寺付近とみられる。築城時期は不明であるが、明願寺の一帯には大草松平家の松平康安が築城した伊賀城があった。また、岡崎城出仕の頃の正成の屋敷は現在の岡崎市康生通南1丁目付近であったといわれる。
天文17年（1548年）、6歳の正成は大樹寺へ預けられた。幼い頃より筋骨逞しく力の強い子供であったという。しかし3年後の天文20年（1551年）には出家を拒否し大樹寺から失踪する。正成は親元へ戻らず兄達の援助で暮らしていたが、その後7年間、初陣とされる宇土城攻めまでの消息は不明とされる。

### 主な戦歴と逸話
弘治3年（1557年）、16歳の時に上ノ郷城の戦いで三河宇土城（上ノ郷城）を夜襲し戦功を立てた際、徳川家康から盃と持槍を拝領したという。
この戦につき、史料中の正成についての記述は永禄5年の鵜殿合戦（上ノ郷城合戦）における甲賀衆の働きに酷似している事や、正成が討ち取ったとする城主の名が不明である事から、どのような戦であったか詳細は判明していない。しかし、この時に拝領した槍をその後の合戦で使用していることから、宇土城に関わる何らかの戦に参加し戦功があったとみられる。
永禄3年（1560年）の桶狭間の合戦以降、家康が三河統一に着手した時期には、正成は渡辺守綱と並び徳川家臣団の旗本馬廻衆に所属していたという。
永禄6年（1563年）、三河一向一揆の際、正成は一向宗であったが家康への忠誠を誓い、一揆勢を相手に戦った。
永禄12年（1569年）の掛川城攻めでは渡辺守綱、内藤正成、本多重次、榊原忠政らと共に戦っている。
元亀元年（1570年）、姉川の戦いにおいて正成は姉川堤における一番槍の功名を上げた。また、偶然出会った浅井の兵数十人に「自分も浅井方であるから共に退却しよう」と偽り、討ち取る機会を伺っていたところ、通りかかった弟の半助から「その敵を討ち取れ」と声をかけられて怪しまれたため、敵兵の主人と数人を倒して半助に首を取らせた。この戦で正成は若い将兵の後見も任されていたという。
元亀3年（1572年）、三方ヶ原の戦いで正成は先手として大須賀康高の隊に配属され一番槍の功名を上げた。しかし徳川軍は大敗し、正成は大久保忠隣、菅沼定政らと共に家康を守り浜松城を目指した。この時正成は顔と膝を負傷していたが、家康の乗馬に追いついた敵と格闘し撃退している。浜松城へ帰還した際には、敗戦に狼狽する味方を鼓舞するため一人で城外へ引き返し、敵と一騎打ちのすえ討ち取った首を手に城内へ戻った。戦功により正成は浜松城二の丸に召し出され、家康から褒美として平安城長吉の槍を含む槍二穂を贈られ、また伊賀衆150人を預けられた。
天正2年（1574年9月）、武田勝頼の遠江出陣の際には、氾濫した天竜川を渡ろうとした板垣信通の家臣や、浜松城下にて刈田を行おうとした山県昌景配下の小菅元成らへ攻撃を加えている。
天正3年（1575年）、長坂血鑓九郎信政の娘を正室に迎える。
同年夏、高天神城開城の後、正成は大須賀康高の大須賀党組へ配属され、高天神城攻めに参加する。大須賀党組には塙団右衛門、井上半右衛門、松下嘉兵衛(嘉平次)、鉄砲名人の鳥居金五郎、忍び名人で「大鼠」と呼ばれた神谷権六、「槍半蔵」渡辺守綱などが属していたという。
天正4年（1576年）、長坂信政女子との間に長男の正就が出生する。
天正7年（1579年）、家康の嫡男信康が織田信長に疑われ遠江国二俣城で自刃に追いやられた際は検使につかわされた。この時、信康の介錯を命じられたのは渋川四郎右衛門であったが、渋川は「三代相恩の主の御首に刀は当てられぬ」とその日の夜に出奔してしまった。そのため正成が俄かに介錯を命じられたが、信康のあまりのいたわしさに首を打ちかね、刀を投げ捨て落涙し倒れ伏したため、正成に代わり天方通綱が介錯を行った。報告を受けた家康は「さすがの鬼も主君の子は斬れぬか」と正成をより一層評価したという。信康介錯の逸話については『三河物語』に描写されており、正成は信康の側仕えだったという説もあるが、信康とはほとんど面識が無く、この逸話は後世の創作であるとする説や、服部半蔵ではなく渡辺半蔵が介錯したという説もある。近年では信康の切腹は、家康と信康の対立が原因とする説が出されている。また「三代相恩の主の御首に刀（刃）は当てられぬ」という渋川四郎右衛門の言葉については、正成の言葉として記載されている場合が多い。
天正8年（1580年）、次男の正重が出生する。その後、三男の正廣が出生(時期不明)し、のちに正廣は出家したという。
同年、高天神城攻めのため浜松城下に駐留する織田家の援将、大垣卜仙（卜全）の家人と徳川家臣の家人が些細な事で衝突する(但し、大垣卜仙（氏家直元）は1571年（元亀2年）の長島一向一揆攻めで討死しており、この時期は子の氏家直昌が大垣城主となっている)。浜松にいた正成は頼まれて加勢に加わるが、正成を報復で襲った大垣家人らを服部家で迎え撃った結果、大垣家・服部家の双方に複数の死者を出す事となった。大垣家が織田家臣である事を重く見た家康は、逃げるつもりのない正成を説得して牢人とし、妻子ともども浜松から逃がすと、別人の首を「正成の首」に仕立て大垣家に差し出したという。この事件の後、伊賀越えまでの2年間の正成の消息は不明である。

### 伊賀越えとその後
天正10年（1582年）6月、信長の招きで家康が少数の供のみを連れて上方を旅行中に本能寺の変が起こるが、このとき堺に滞在していた家康一行が甲賀・伊賀を通って伊勢から三河に帰還した、いわゆる「伊賀越え」に際し、先祖の出自が伊賀である正成は商人・茶屋四郎次郎清延とともに伊賀、甲賀の地元の土豪と交渉し、彼らに警護させることで一行を安全に通行させ、伊勢から船で三河の岡崎まで護衛した。同地で味方となった彼らは後に馬廻、伊賀同心、甲賀同心として徳川幕府に仕えている。
この時、正成は栗という場所にいた所を召し出され伊勢の白子まで同行したという。正成は一揆勢に対し道をあけるよう大声で呼びかけその隙に家康らを通行させたが、相手が襲ってきたため馬を乗り入れて応戦した。しかし土塁に駆け上がった際に堀へ転落し、上から槍で脚を十ヶ所近く突かれ気を失った。家臣の芝山小兵衛は家康へ「正成は討ち死にした」と伝えたが、遺体を回収しようと戻ったところ生きていたため、これを介抱しながら共に帰ったという。
岡崎に帰着した後の6月15日、正成は御先手頭を申し付けられた。
同年には本能寺の変により甲斐・信濃の武田遺領を巡る天正壬午の乱が発生し、7月に正成は家康に従い甲斐へ出陣する。
家康は現在の北杜市域を中心に布陣した相模国の北条氏直に対して甲府盆地の各地の城砦に布陣し、正成は伊賀衆を率いて勝山城（甲府市上曽根町）や右左口砦・金刀比羅山砦（甲府市右左口町）に配置され、甲斐・駿河を結ぶ中道往還を監視した。勝山城で正成は津金衆の協力を得て周辺の地を守備した。
同年8月、徳川勢が信濃国佐久郡に侵攻すると、正成は伊賀衆を率いて津金衆・小尾祐光らの郷導を受け、9月初旬には佐久郡江草城(獅子吼城)を夜襲し落城させる。9月下旬、三嶋方面への北条氏侵攻により三枚橋城の松平康親、大澤基宿から要請を受けた正成は戸倉城の援将として90騎程を率いて防衛し、三嶋で刈田を行った。北条勢の戸倉城攻撃の際は援将である本多重次と共に防衛にあたり、正成は岡田元次と韮山で刈田を行った。
この頃、正成は韮山の押さえのため天神ヶ尾砦に入り、韮山方面への攻撃と防衛にあたっている。
9月8日の夜には、敵の砦である佐野小屋に伊賀者2人を忍び入れて詳細に報告させ、同月15日、伊賀衆を先鋒とし、大雨に紛れ攻め落とした。この功を家康は「信玄・勝頼の二代を防いだ堅固な砦をついに落とした」と賞賛したという。
同年12月、正成と伊賀衆は江草城(獅子吼城)守備の任につく。
天正11年8月、正成は命を受け、伊賀者200人を率いて甲斐国の谷村城(山梨県都留市)城番となり守備にあたった。
天正12年3月、小牧・長久手の戦いでは伊勢松ヶ島城の加勢で伊賀甲賀者100人を指揮し、鉄砲で豊臣方を撃退している。正成は二の丸を守備し、筒井勢を防いだ。続く蟹江城の奪還戦で正成と配下の伊賀鉄砲衆は松平康忠と共に東の丸(前田口)の包囲に加わり、井伊直政の大手口突入が始まると二の丸へ攻め入った。

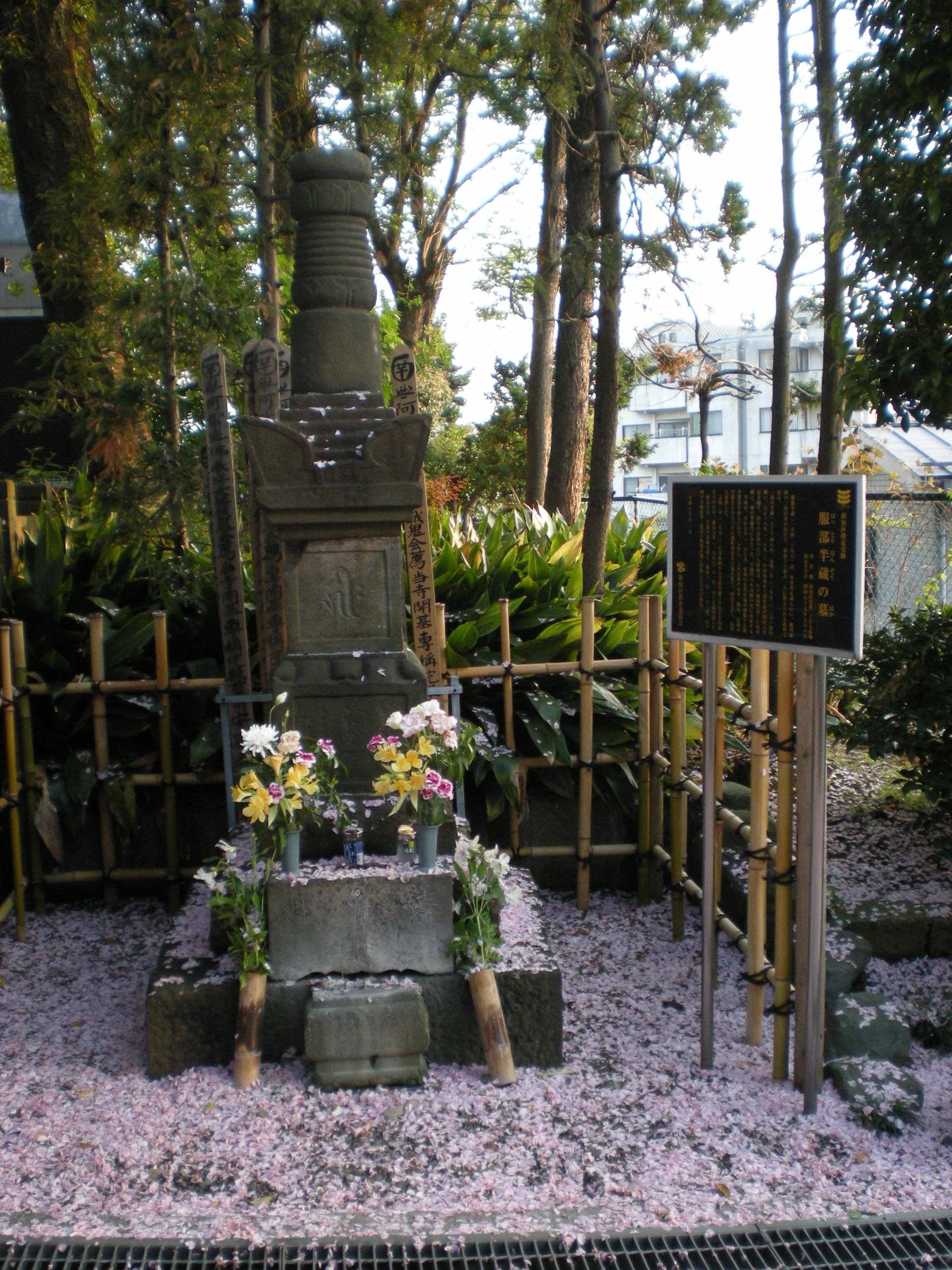
西念寺 (新宿区)にある服部半蔵正成の墓

天正18年（1590年）の小田原征伐に鉄砲奉行として従軍した。
正成は大組百人の組頭として根来衆50人を率いていたという。この時、日下部兵衛門（根来衆50人）、成瀬吉右衛門（成瀬正成の誤り、30人）も大組百人の組頭を務めている。戦で正成は十八町口にて奮戦し、首を十八級挙げたという。
この際、正成が用いていた黒地に白の五字附四半指物を使番の旗印にしたいと本多正信を通じて家康より求めがあったため、正成はすぐにこれを差し出し、以後は紺地に白の矢筈車紋の旗を用いた。以後、徳川軍の使番旗には白地に黒五字の旗印が採用され、使番の中でも熟練し功績の多い者に使用が許された。なお、正成が五字四半指物の代わりに用いたという「矢筈車の旗」の家紋の詳細については判明しておらず、一般的に服部氏が使用する「源氏車に矢筈」や「矢筈車」と呼ばれる場合のある「矢尻付き三つ矢筈」等が推察される。
小田原の陣の功により遠江に知行を与えられた正成は、家康の関東入国後は与力30騎および伊賀同心200人を付属され同心給とあわせて8,000石を領した。自身は武将であったが、父親である保長が伊賀出身で忍びの出であった縁から徳川家に召し抱えられた伊賀同心を統率する立場になったという。
この頃の知行は遠州布引山麓の村（場所不明。静岡県牧之原市布引原か）、遠州イサシ村（現在の浜松市中央区伊左地町）、サハマ村（現在の浜松市中央区佐浜町）、天正の頃は遠州長上郡小池村（現在の浜松市中央区小池町）のあたりであったといわれる。また、慶長元年(1597年)には正成が武蔵国橋戸村(東京都練馬区大泉町)を領していた記述が地方文書に認められる。
文禄元年（1592年）には肥前名護屋へ鉄砲奉行として従軍する。徳川の陣営は前田利家の陣営と隣同士であり、共用の水汲み場で下人や足軽らの諍いが起きた。集まった両陣営の人数は戦いが起きる寸全にまで膨れ上がったため、正成は配下の兵に命じて火縄に点火させ、前田の陣に鉄砲を向けたという。また、「正成は争いを収めようと肌脱ぎ駆け回ったが収まらず、本多忠勝が出てようやく事態が収まった」とする説もある。この戦が正成にとって最後の出陣となった。
慶長元年11月14日（1597年1月2日）に病没し、江戸麹町清水谷の西念寺に葬られた。死因となった病名は現在も不明である。正成は隊士のために横死したとする説を記載する史料もあるが、真偽は定かではない。
また、没した日について、寛政重修諸家譜は服部家の家伝や西念寺の墓碑とは異なる慶長元年11月4日と記している。
西念寺は、正成が生前に信康の菩提を伴うために創建した浄土宗の庵・安養院の後身である。安養院は江戸麹町の清水谷（現在の千代田区紀尾井町清水谷公園付近）にあり、正成は1593年（文禄2年）家康から300両を与えられ寺院を建立するよう内命を受けたが、西念寺の完成を待たず死去した。その後、西念寺は江戸城の拡張工事のため1634年（寛永11年）頃に現在地に移転したとする。西念寺の山号・寺名は彼の法名に因み、現在も毎年11月14日に「半蔵忌」の法要が行われている。

### 伊賀同心との確執
伊賀越えの後、新たに正成が指揮権を預けられた「伊賀同心」「伊賀衆」は、伊賀越えを支援した縁で徳川家への仕官を望んだ伊賀国の地侍とその家族であり、正成自身の家臣ではなかった。家康は彼らを同心として雇い、指揮権を伊賀の血筋である正成に与えた。しかし同心らは「自分達は徳川家に雇われたのであり服部氏の家来になったのではない」と認識していた事、正成の父である保長が早い時期に伊賀を出て三河に住んだ事、伊賀における正成の家格は自分達よりも下である事などを理由に、彼に指揮される事を無念に思っていたという。のちに彼らは「伊賀同心二百人組」として組織化され江戸城周辺の守備にあたったが、正成の死後も伊賀同心二百人組と服部半蔵家との確執は続いた。指揮権を継いだ正成の長男で三代目半蔵である正就の改易後、伊賀同心二百人組は四つまたは六つに分割解体され、それぞれの組には新たに指揮者となる旗本を置いて再編成される事となった。この時、四代目半蔵となった正就の弟正重は大久保長安に仕える金山同心であったため、伊賀同心の指揮者にはならなかった。なお、彼ら伊賀同心とは別に古くから三河地方に定住していた伊賀出身者や服部党も多数おり、彼らもまた、保長や正成と同じく松平・徳川家に仕えていたとみられる。

### その後の服部家
正成の死後、嫡男の正就が三代目の服部半蔵を継ぎ、父の正成に続いて伊賀同心支配役の任についた。
その後、正就は関ヶ原の合戦前後、鉄炮奉行として家康の警護や大田原城の戦時改修、白河城攻め等に加わるが、父の代から続く伊賀同心との軋轢や当時幕府に禁じられていた夜間の無断外出等を行った事で改易され、伊賀同心の支配と服部半蔵の名を返上する事となった。
正就の後、佐渡金山同心となっていた次男の正重が四代目の服部半蔵を継いだが、正就の改易に伴い伊賀同心の支配の任も解かれていたため、正重は服部半蔵の名を継ぐのみとなった。正重は佐渡金山同心を務めたのち長年を村上藩に仕え、晩年は桑名藩に招かれ上席家老を務めた。正重の功により服部半蔵の家は幕末まで代々家老職を務める事となった。

### 服部半蔵の屋敷
正成の屋敷は尾御門内にあったため、この門は後に半蔵御門と呼ばれるようになったという。。その後、正成は赤坂御門の内（松平出羽守の屋敷があった辺り）に住んだ。服部屋敷の正確な場所は現在も判明していないが、正成晩年の屋敷及び安養院の場所については一般的には現在の清水谷公園周辺であったと推測されている。
麹町で生まれ育った随筆家の白洲正子は著書「鶴川日記」で、服部半蔵の屋敷の場所について「麹町四丁目の南側にあり、そのあたりの台地を半蔵山と称した」と記し、地名研究家の本間信治は著書「消えてゆく東京の地名」の中で「井伊氏の屋敷は半蔵山ともいい、もと服部半蔵の組屋敷があった」と記している。これらの場所は概ね正成の屋敷の推定地と一致しているが、屋敷や半蔵山の詳細な場所は不明である。
半蔵門から始まる甲州街道は甲府へと続いている。甲州街道沿いの麹町周辺には徳川御三家や親藩屋敷、旗本の屋敷をはじめ、服部半蔵の屋敷と家臣の屋敷、伊賀同心らの屋敷が配置されていた。さらに江戸時代の甲府藩は親藩や譜代が治めており、享保3年（1718年）に柳沢吉里が大和郡山に国替えになってからは天領となって甲府城代が置かれた。甲州街道は浸水被害を受けにくい安全な尾根道に作られており、江戸城に直結する唯一の街道であると共に江戸からの出陣・江戸への敵の侵入を阻止するための重要な軍事街道でもあった。また、将軍家に非常事態が起こった際に江戸を脱出するための要路に想定されていたといわれる。現在では半蔵門は江戸城の非常口や裏門であるという説が一般的であるが、甲州街道が江戸城に直結する街道の中で最も安全で強固に守備されている事から本来は正門であったとする説もある。服部正就の改易後、伊賀組は江戸城内（大奥、中奥、表等）を警護し、甲賀組は江戸城外の門を警護していたという。

## 「鬼半蔵」の逸話
1. ある時の陣中にて、正成を召し出した家康が「その方の働きは誠に鬼槍である」と評したところ、渡辺半蔵が「私の働きはいかにご覧になられたのか」と言った。家康は「その方の働きは槍半蔵である」と答えたので、正成と守綱の両人は異議なく家康の御前を退いたという。[3]
2. 城攻めの際、正成の五字の旗指物を見た敵方より「五の字の指物、鬼半三」と毎度呼ばれたので、鬼半三と称するようになったという。[3]

## 正成の戦闘術
「三河物語」「干城録」「服部半三武功記」などに、正成の戦闘術が記載されている。
1. 二人の人物を同時に斬れという命令を受けた時、正成は彼ら二人の間に入って歩き、振り返りざまに後ろの者を斬り、その後で前の者を斬った。
2. 正成は常に敵の襲撃を想定しており、眠る時も床に筵を敷いてその上に寝ず、少し離れた所に横になった。
3. 羽織を着る時は、遅れをとらずすぐに脱ぎ捨てて戦えるよう、紐を結ばなかった。
4. 敵と戦う時や敵に襲われた時は、まず足の先で蹴り、兜の眉庇を狙うのがよいと語った。
5. 次男の正重に対し「敵と戦う時は兜の眉庇を狙い、顔は唇まで斬りつけ、敵の胴に斬り込み、股、脛、腕、膝を吊り掛けて打ち落とせ」と語った。

## 由来の武具
一部の武具は現在も比較的良好な状態で保存されており、拝観が可能なものも存在する。しかし、その他の武具や感状のほとんどは慶長9年の江戸城火災による麹町服部屋敷の類焼や長男正就の改易、大坂の陣の混乱等により失われたとみられる。

### 一覧
1. 足利将軍より拝領の具足、槍、伯耆安綱の刀。正成の父である服部保長が足利家に仕えていた折に将軍足利義晴より拝領したが、このうちの二つは焼失したという。刀の銘は「伯耆国大原五郎太夫安綱」であった。(年月・所在不明)[3]
2. 葵紋の盃と穂先七寸八分の持槍。三河宇土城（上ノ郷城）を夜襲し戦功を立た際に家康より拝領。（年月・所在不明)[3][4][17][18]
3. 姉川合戦一番槍に使用した持槍（所在不明、2.の槍と推察される）[3][19][52]
4. 大長刀（無銘・年月及び所在不明）[3]
5. 三方ヶ原合戦の戦功で浜松城二の丸にて家康より拝領した二本の槍の一つである槍。東京都新宿区四谷の西念寺 (新宿区)所蔵の槍とみられる。（無銘・作者不明）[5][10][19][27][53]
6. 平安城長吉の槍。三方ヶ原合戦の戦功で浜松城二の丸にて家康より拝領した2本の槍の一つで、5.の槍と共に贈られた[5][10][19][27]。正成・正就の後、四代目服部半蔵である服部正重が所有した。晩年桑名藩の上席家老となった正重は、藩主である松平定綱に槍の由来を聞かれた際、定綱の息子である松平定良に槍を献上した。由緒のある槍であったため、定綱は槍の写しを作り正重に贈ったという。（本歌・写しともに所在不明。久松松平家ゆかりの市に所蔵の可能性あり）[53]
7. 相州廣正の懐剣。武田の間者の竹庵を討ち止めた時、褒美として家康より贈られた。(年月・所在不明)[3][18][27]
8. 家康の御召具足と同じ黒中核の黒藍皮縫延鎧、御召と同じ縅の大星兜、御持と同じ拵えの采配。家康は奈良という具足職人にこれらを作らせ、正成に贈った。御召の兜は桃形兜であったが、正成に贈られたのは星兜であった[3][18][27]。采配は天目黒塗りの柄の後先に銀の歯形の逆輪をつけたものであった。しかし、慶長9年の江戸城火事による麹町服部屋敷の類焼により具足は焼失し現存しない。采配は長男正就の戦死で所在不明になったとも、次男正重が佐渡勤めの最中に紛失したとも伝えられている。（年月・所在不明）[3][10]
9. 直江志津の打刀。正成は自らの所有した直江志津の打刀を本多忠勝の家老梶勝忠（梶金平）に贈ったといわれ、梶家に伝わる刀が現存している。（東建コーポレーション所蔵）
10. 酒井修理大夫家士大谷正澄所蔵とされる服部半蔵の槍。古今要覧に掲載されており、笹穂槍の絵図と共に穂三尺七寸、樋の深さ中にて三分計、柄は大刀打三尺三寸黒塗センダン巻金物銅、柄のメグリ一尺五分、（センダン巻きの）此所下より木地と記載されている。（年月・所在不明）[54]
11. 東京国立博物館に正成の長男「服部半蔵正就」の名を刻んだ永禄5年（1562年）作、関兼久の大身槍が所蔵されている。[注釈 16]

　　　*東京国立博物館：槍＿銘濃州関住兼久作＿永禄五年五月吉日＿服部半蔵正就

### 服部半蔵の槍
西念寺 (新宿区)には新宿区登録有形文化財である「服部半蔵の槍」が奉納されている。槍の現存部分の全長は258cm、重さ7.5kgである。寺伝によれば、この槍は三方ヶ原の戦功により正成が浜松城で家康より拝領したものとされる。正成の兄である服部保俊(服部市平保俊)の子孫にあたる服部市郎右衛門が保有し西念寺に奉納した。槍に附属する文書記録によれば、この槍は正成が姉川一番槍を入れた際に使用していたものとされ、銘は「鬼切丸」であり、別名を「髭切丸」「膝切丸」「蜘蛛切丸」と記されるが詳細は定かではない。明暦3年（1657年）の地震により穂先一尺四寸一分(42.7cm)が折れたが、元の穂の長さは四尺(121cm)であり、中心が抜けないまま鞘付きで箱に収められた状態であった。また、この槍については桑名市所蔵の史料にも「得道具大身鑓は武州四谷西念寺に相納む 穂先折れたるを同姓市平家筋に所伝の由」と記されており、享保2年に西念寺で槍と由来を書写した服部正武は桑名藩に仕えた正成の子孫（正就と松尾の子の家系、小服部家）である。槍の作者は現在も判明していないが、その作りは質実剛健な大身槍である。損傷部位は穂先の折れに加え、柄は半面と長さの半分(約150cm)が焼失している。太平洋戦争中の昭和20年5月29日、空襲の火災から槍を守るため住職が芝生に避難させたが、あまりの火勢で地面に接していなかった片面半分と柄の一部が焼失してしまったという。また、穂先が折れた原因については「地震が起きた時、家康から拝領した槍を守るため正成が清水谷へ放り投げたところ折れてしまった」との逸話と共に、寺伝では「安政の大地震で穂先30cm程が折れた」とされている。
なお、槍に附属する文書記録ではこの槍を「姉川一番槍で使用した」とするが、「貞享書上松平越中守家臣服部半蔵正秀記」等によれば姉川合戦で使用したのは正成16歳の宇土城戦功により拝領した槍（穂先七寸八分(29.6cm)）であるとされる。西念寺所蔵の槍は損傷前の穂先は四尺(121cm)であったと伝わるため、穂先の長さに差異が生じる。姉川一番槍で使用された槍が宇土城の戦功で拝領した槍であったならば、西念寺所蔵の槍は寺伝による三方ヶ原の戦功で浜松城二の丸にて家康より拝領した槍という事になる。またこの時拝領した槍は「無銘・作者不明の槍と平安城長吉の槍」の二本であり、このうち平安城長吉の槍（銘不明）は正成の次男である服部正重が所有し晩年桑名藩に仕官した際、藩主の息子である松平定良に献上している事から、西念寺の槍はこれと同時に贈られた無銘・作者不明の槍であると推察される。

## 登場する作品
フィクション作品においては半ば架空人物の「服部半蔵」として登場することが多い。ここでは「服部正成」として登場するものを記す。
映画
- 『反逆児』（1961年 東映、演：東千代之介）

テレビドラマ
- 『徳川家康』（1964年 NET、演：花沢徳衛）
- 『築山殿始末』（1966年 フジテレビ、演：中谷一郎）
- 『黄金の日日』（1978年 NHK大河ドラマ、演：矢吹二朗）
- 『徳川家康』（1983年 NHK大河ドラマ、演：樋浦勉）
- 『戦国最後の勝利者!徳川家康』（1992年 テレビ朝日、演：野崎海太郎）
- 『徳川家康と三人の女』（2008年 テレビ朝日、演：林健太郎）
- 『真田丸』（2016年 NHK大河ドラマ、演：浜谷健司）
- 『どうする家康』（2023年 NHK大河ドラマ、演：山田孝之）